# Уичиро Хатта
Уичиро Хатта (јап. 八田 卯一郎; 10. септембар 1903 — 20. април 1989) био је јапански фудбалер.

## Каријера
Током каријере је играо за Осака.

## Репрезентација
За репрезентацију Јапана дебитовао је 1925. године. За тај тим је одиграо 2 утакмице.

## Статистика
| Јапан  | Јапан   | Јапан  |
| Година | Наступи | Голови |
| ------ | ------- | ------ |
| 1925.  | 2       | 0      |
| Укупно | 2       | 0      |